# 陸宏廣
陸宏廣，前香港工程師學會會長、新鴻基地產前高層，香港親建制派政治人物，自2000年起曾多次參選香港立法會選舉工程界，但未能當選。

## 個人背景
陸宏廣除了是工程師外，亦具有大律師的資格。

### 政治立場
陸宏廣為香港建制派人士，於2016年香港立法會選舉一次界別選舉論壇中表明反對港獨，惟對於泛民主派拉布則持有較溫和態度，認為將無爭議的議程調前審議便可解決，又稱「拉布」是保障議會少數派的權利。

## 多次參選立法會
自2000年起陸曾多次參選香港立法會選舉工程界。但於2008年，陸宏廣因當年泛民主派黎廣德挑戰現任建制派議員何鍾泰，中聯辦擔心陸宏廣會分薄建制派的票源，令黎廣德漁人得利，因此將陸宏廣勸退。

## 參與2016年香港選舉委員會界別分組選舉
於2016年香港選舉委員會界別分組選舉中，陸宏廣出選工程界組別，為建制派名單「工程動力EP30」成員，選舉結果為民主派和建制派各佔15席，而陸亦成功當選，及後於2017年香港行政長官選舉提名曾俊華。

## 資料來源
1. ↑  .   [2020-05-21].[]
2. 1 2  梁嘉瑜; 李大煒. .   [2020-05-21]. （原始内容存档于2019-09-12）.
3. 1 2  .   [2020-05-21]. （原始内容存档于2013-09-20）.
4. ↑  譚貴鴻. .   [2020-05-21]. （原始内容存档于2019-07-01）.
5. ↑  .   [2020-05-21]. （原始内容存档于2019-11-21）.
6. ↑  .   [2020-05-21].
7. ↑  .   [2020-05-21]. （原始内容存档于2017-04-22）.